# Римарук Ігор Миколайович
І́гор Микола́йович Римару́к (4 липня 1958, М'якоти, Хмельницька обл. — 3 жовтня 2008, Львів) — український поет. Лавреат Національної премії імені Тараса Шевченка (2002). Президент Асоціації українських письменників. Радник міністра культури з питань книговидання (2007).

## Життєпис
Народився 4 липня 1958 року в селі М'якоти Хмельницької області на історичній Волині в сім'ї сільських інтелігентів. Його батьки Римарук Микола Якович та Римарук Галина Василівна працювали педагогами в середній школі, яку Ігор закінчив на відмінно.
Писати вірші Ігор почав ще під час навчання в школі, юнацьке захоплення літературою вплинуло на вибір подальшого життєвого шляху. Після закінчення середньої школи успішно вступив і закінчив факультет журналістики Київського університету імені Тараса Шевченка. Працював у пресі та видавництвах.
Багаторічний головний редактор журналу «Сучасність», завідувач редакції сучасної української літератури видавництва «Дніпро».
Восени 2008 року на одній із вулиць Львова поета збила автівка. Через кілька днів він помер.
Похований 6 жовтня 2008 року на 78 полі Личаківського цвинтаря.
Згодом, у часописі «Критика», опублікували посмертне слово поета і критика Костянтина Москальця, у якому зокрема йдеться:

Точна дата смерті Ігоря Римарука — 3 жовтня 2008 року — з'явилася в українській Вікіпедії буквально через кілька годин по тому, як ця смерть настала. <…> Він був поетом, височиною в пласкому поточному мовленні й існуванні, а височини, як відомо, першими притягують удари блискавиць та абсурду. Цинізму й нігілізму. І смерті, звичайно. Проте є одна незаперечна й універсальна істина, якої не обіймуть жоден Танатос і жоден абсурд. Усі вірші пишуться в теперішньому часі. Читаючи й перечитуючи їх, ми завжди в той час потрапляємо. Ми потрапляємо в час, у якому Ігор Римарук живий. І саме тому ми ніколи не будемо говорити про нього як про відсутнього — навіть знаючи точну дату на хресті й у Вікіпедії.

## Особливості поезії
У поезіях Римарука відчутний перманентний протест проти «легітимації», охрестоматійнення неомодерністських способів творення, спроба революційного формотворення в межах НМ-дискурсу. Римарук — вічний і відданий неофіт модернізму, один із безперечних предтеч ПМД-80, який уособив фаховість та ерудовану інтелігентність «вісімдесятників».

## Творчість
Упорядник антології нової української поезії «Вісімдесятники» (1990, Едмонтон).
Вірші перекладали багатьма мовами світу, друкували в англо-, іспано-, польсько-, російсько-, румунсько-, шведсько-, німецькомовних антологіях української поезії.
Ігор Римарук та очолювана ним "Сучасність" стали у 80-х прямими спадкоємцями Миколи Зерова і "Книгаря", тобто духу неокласичного модернізму 20-х років, назавджи, здавалося, знищеного сталінськими репресіями.

## Збірки
- «Висока вода» (1984)
- «Упродовж снігопаду» (1988)
- «Нічні голоси» (1991)
- «Goldener Regen» («Золотий дощ», 1996, видавництво «Brodina», німецькою та українською мовами)
- «Діва Обида» (2000, 2002)
- «Бермудський трикутник» (2007)
- «Сльоза Богородиці» (2009).
- «Доброе время Твое» («Твій добрий час», (2011), у російських перекладах Наталії Бельченко та Володимира Ільїна та в картинах Сергія Слєпухіна).
- «Божественний вітер: останні вірші» (2012)